# مسجد جاماي
مسجد جامع و(تلفظ: جاماي) (بالإنجليزية: Masjid Jamae)‏ يُعتبر من أقدم مساجد مدينة سنغافورة فقد بُني عام 1826م في مركز الحي الصيني، يعتبر من أبرز الأماكن في الحي، فقد سميّ الشارع الذي يقع فيه بإسمه: شارع مسجد، كما ويُعرف هذا المسجد بعدة أسماء وهي: مسجد جوليا (بالإنجليزية: Chulia)‏ ومسجد مايدين (بالإنجليزية: Maideen)‏ والمسجد الكبير بين الجالية الإسلامية والجالية التاميلية الإسلامية.